# Simone II Baschenis
Simone II Baschenis (1495 circa – 1555) è stato un pittore italiano, appartenente ad una delle più popolari botteghe di pittori itineranti presenti nel Bergamasco e nel Trentino.
- La dinastia di Lanfranco
  - Antonio Baschenis (doc. 1450/1490)
  - Angelo Baschenis (doc. 1450/1490)
  - Giovanni e Battista Baschenis (doc. 1471/1503)
  - figlio di Giovanni Dionisio Baschenis (doc. 1493)
- La dinastia di Cristoforo
  - Cristoforo I Baschenis (doc. 1465/1475)
  - Simone I Baschenis (doc. 1488/1503)
  - Cristoforo II Baschenis (doc. 1472/1520)
  - Simone II Baschenis (1495 ca. /1555)
  - Filippo Baschenis (doc. 1537/ 1596)
  - Cristoforo Baschenis il Vecchio  (1520 ca/1613 ca.)
  - Cristoforo Baschenis il Giovane (1560 ca./1626 ca.)
  - Pietro Baschenis (1590 ca./1630)
  - Evaristo Baschenis (1617/1677)

La famiglia dei Baschenis, originaria della frazione di Colla nel comune montano di Santa Brigida (BG), costituisce un interessante esempio di bottega di frescanti che, a partire dalla metà del XV secolo, si tramandarono per secoli di padre in figlio il loro mestiere.
Simone II fu figlio di Cristoforo II, rampollo della cosiddetta dinastia di Cristoforo, uno dei due ceppi della famiglia.

## Profilo e opere
Simone II è considerato il pittore più qualificato di tutta la dinastia dei Baschenis tra la fine del XV e la prima metà del XVI secolo, capace di aggiornarsi sulla lezione della pittura rinascimentale e di interpretare in modo originale una varietà di soggetti.
Il catalogo delle opere di Simone comprende:
- Gli affreschi della zona presbiteriale e dell'arco santo nella chiesa di Sant'Agata a Commezzadura (1516-1518 ca)[1].
- La decorazione della parete esterna della chiesa di Santo Stefano a Carisolo con le Storie di Santo Stefano, una Danza macabra e i Sette peccati capitali (1519)[2], e la Leggenda di Carlo Magno nella parete nord all'interno della medesima chiesa (1534)[3]
- Gli affreschi del protiro cinquecentesco della chiesa della Natività a Pellizzano con una Annunciazione posta nel timpano e i Quattro Evangelisti nelle vele della volta (1533)[4]
- La decorazione della parete esterna della chiesa di San Vigilio a Pinzolo con una Danza macabra e i Sette peccati capitali (1539)[5], e le decorazioni dell'abside della medesima chiesa[6]
- La Crocefissione nella chiesa parrocchiale di Santa Maria Assunta a Javrè, frazione di Porte di Rendena (1543)

L'opera a fresco più nota di Simone è la Danza macabra, opera firmata e datata (25 ottobre 1539), presente lungo tutto il fianco meridionale, sotto la falda del tetto, nella chiesa di San Vigilio a Pinzolo. L'affresco commissionato verosimilmente dalla Confraternita dei Disciplini di Pinzolo con funzione didattica di memento mori, raffigura una variegata teoria di personaggi: aprono il grottesco corteo tre scheletri musicanti, seguiti dal Cristo in croce e da diciotto personaggi di diverso rango sociale, già trafitti dallo strale della morte; ognuno è costretto a danzare con uno scheletro sghignazzante, mentre la Morte, posta in fondo al corteo, avanza a cavallo dal fondo della scena. Chiudono il macabro corteo l'Arcangelo Michele e il demonio che tiene in mano un libro su cui sono scritti i vizi capitali.
A rendere più esplicito il messaggio pedagogico proveniente dalla scena, nel registro sottostante l'affresco, è riportato una lunga serie di versi con le parole che ciascuno scheletro rivolge al proprio compagno di viaggio. I versi iniziali recitano: Io sont la morte che porto corona/ Sonte signora de ogni persona/ Et cossì son fiera forte e dura/ Che trapasso le porte e ultra le mura...
Al di sotto della Danza macabra, e in continuità con il messaggio morale che essa esprime, Simone affrescò i Sette vizi capitali. Tali raffigurazioni, espresse in forma allegorica con un diverso animale che simboleggia ciascun peccato, sono ormai scarsamente leggibili.
Nell'abside stessa chiesa si ammirano un Cristo Pantocratore, San Vigilio i Quattro Evangelisti e i Dottori della Chiesa posti nelle vele della volta, una Crocifissione, la teoria degli Apostoli (ripartiti a gruppi di tre) e, nei due registri inferiori, le Scene della Vita di San Vigilio suddivise in 26 riquadri.
A proposito del racconto per immagini della vita di San Vigilio, ispirata da antiche fonti agiografiche sul santo, si è osservato che:
(Giuseppe Ciaghi, op. cit.)

### Affreschi di Simone Baschenis a Pinzolo

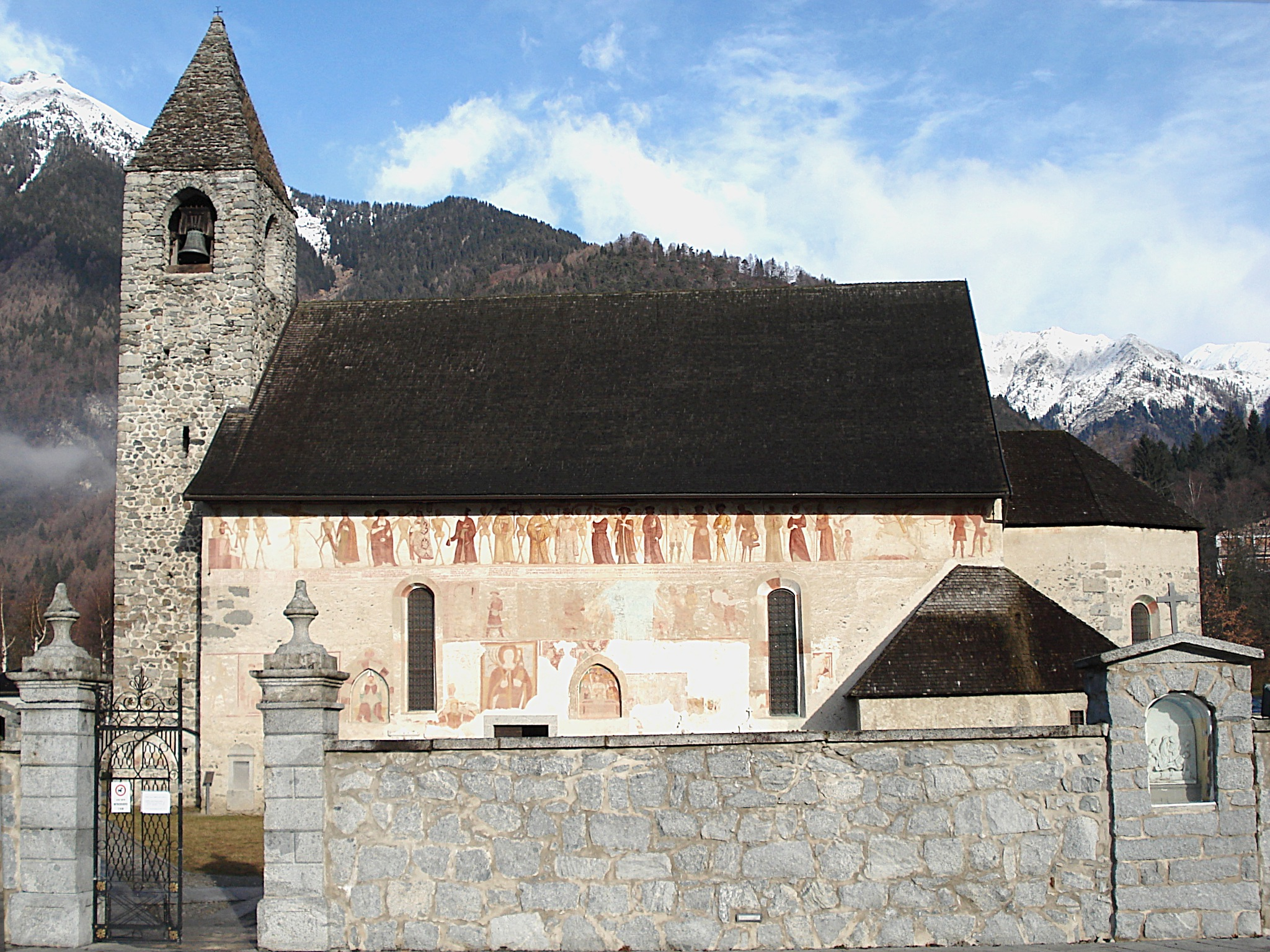
La chiesa di San Vigilio Pinzolo e gli affreschi esterni
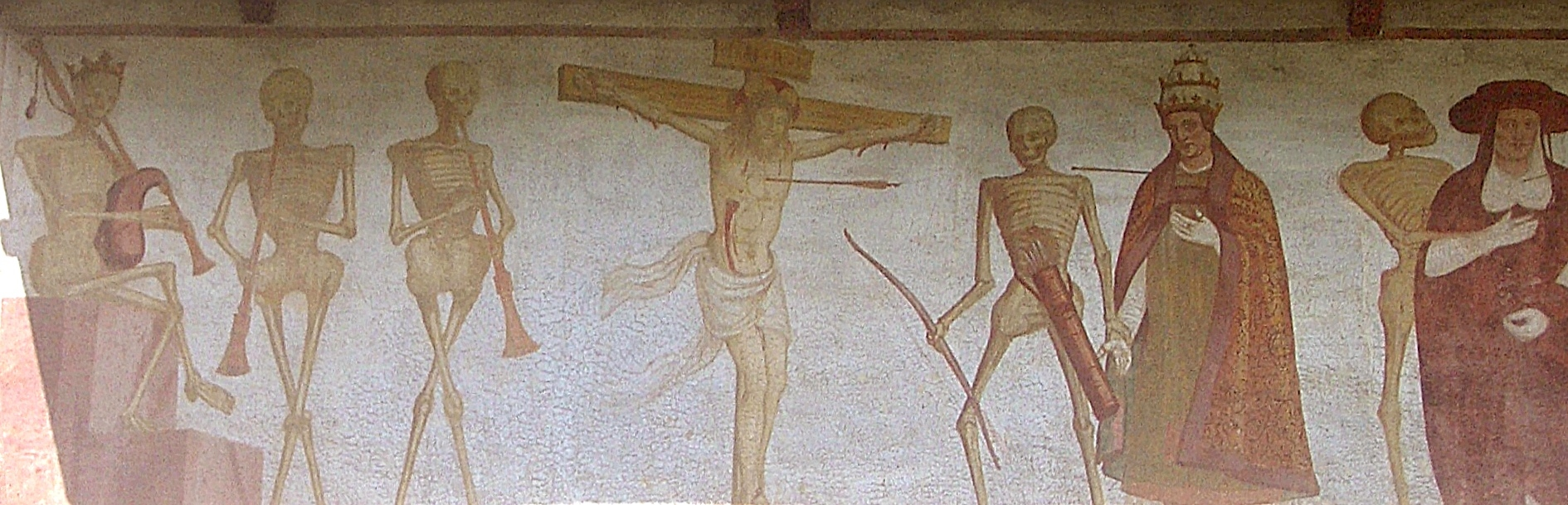
Particolare della Danza macabra
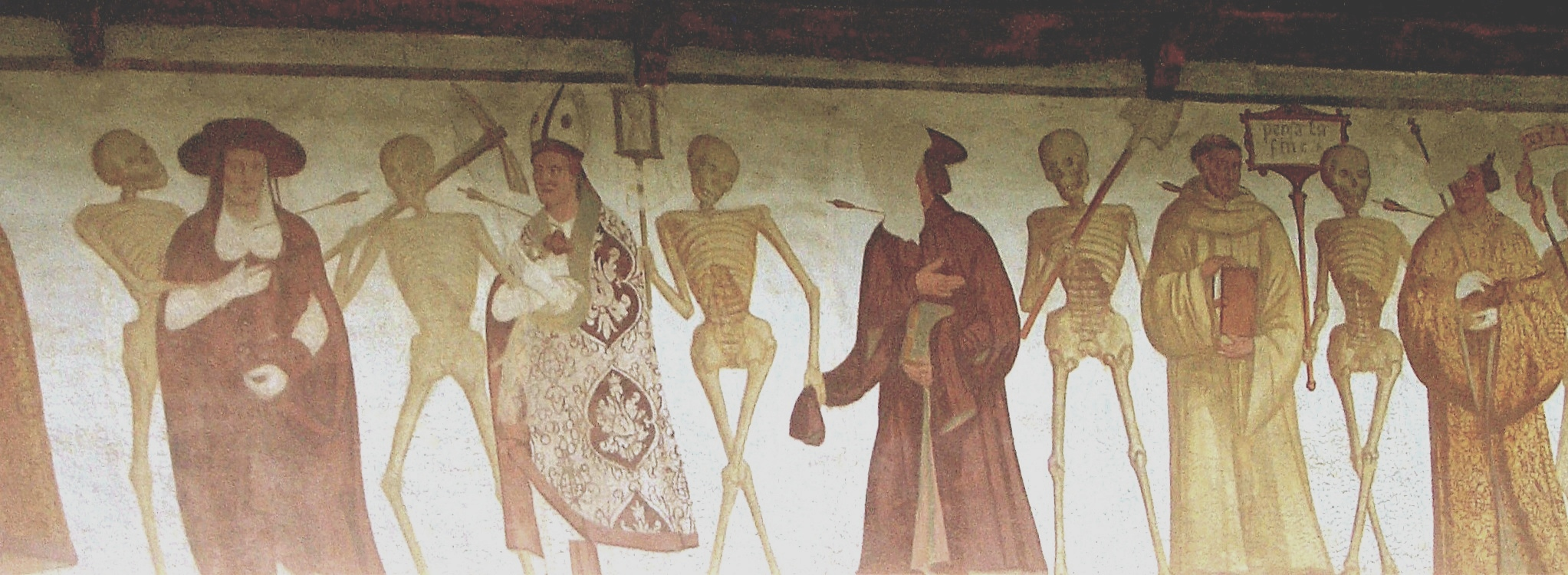
Particolare della Danza macabra
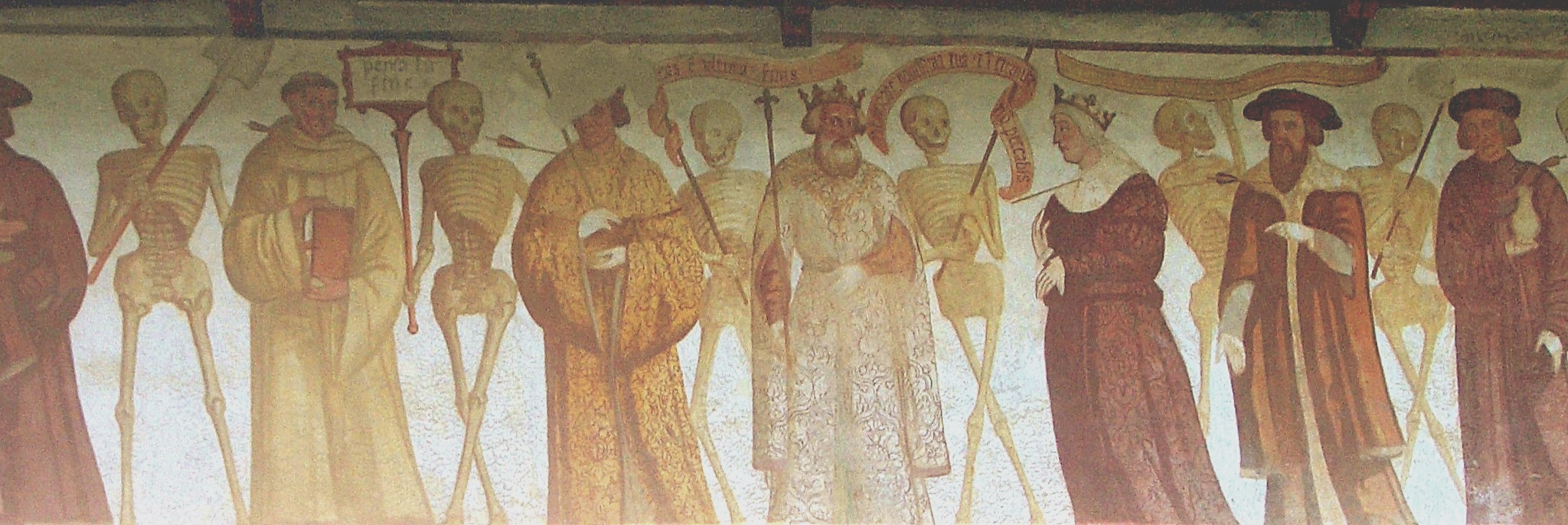
Particolare della Danza macabra
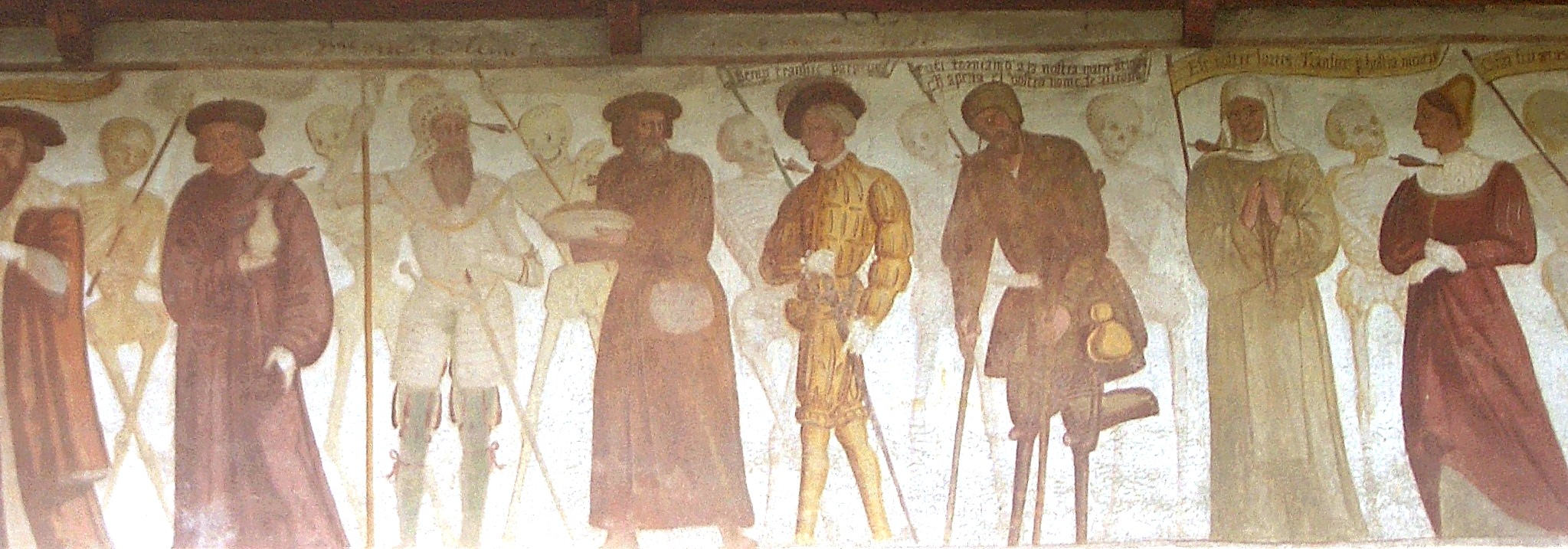
Particolare della Danza macabra
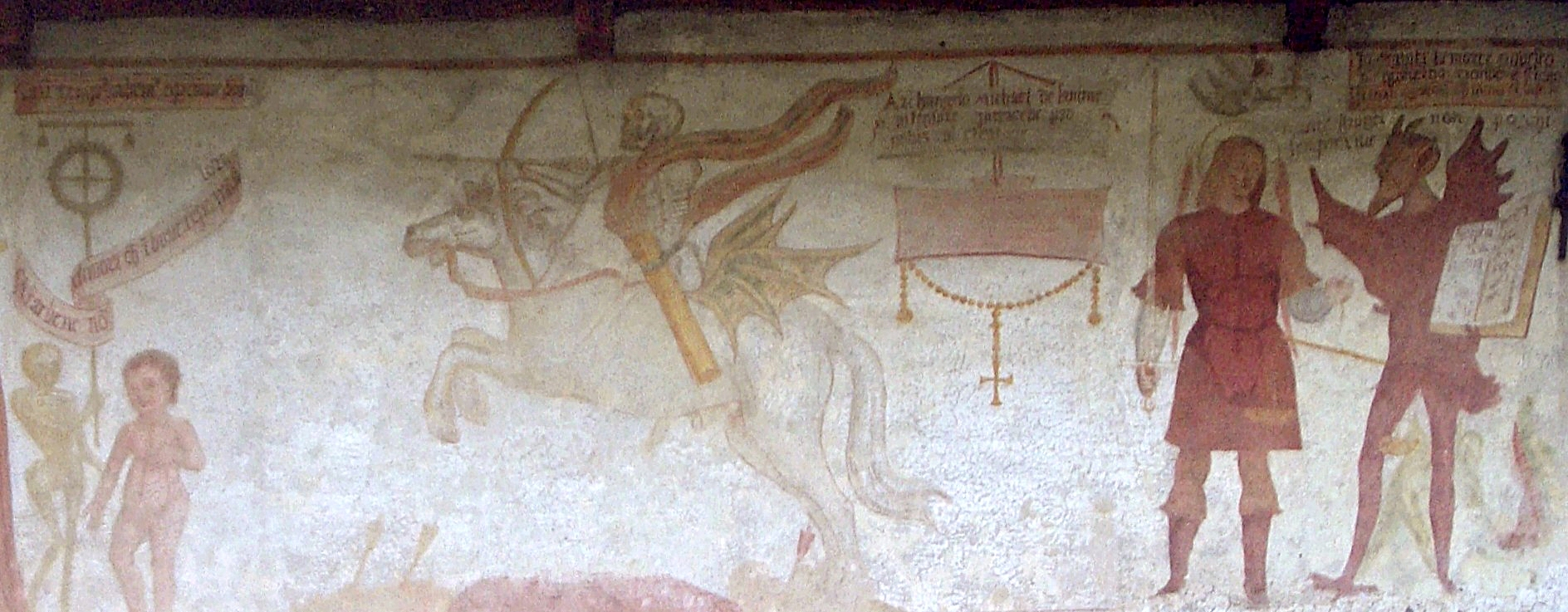
Particolare della Danza macabra
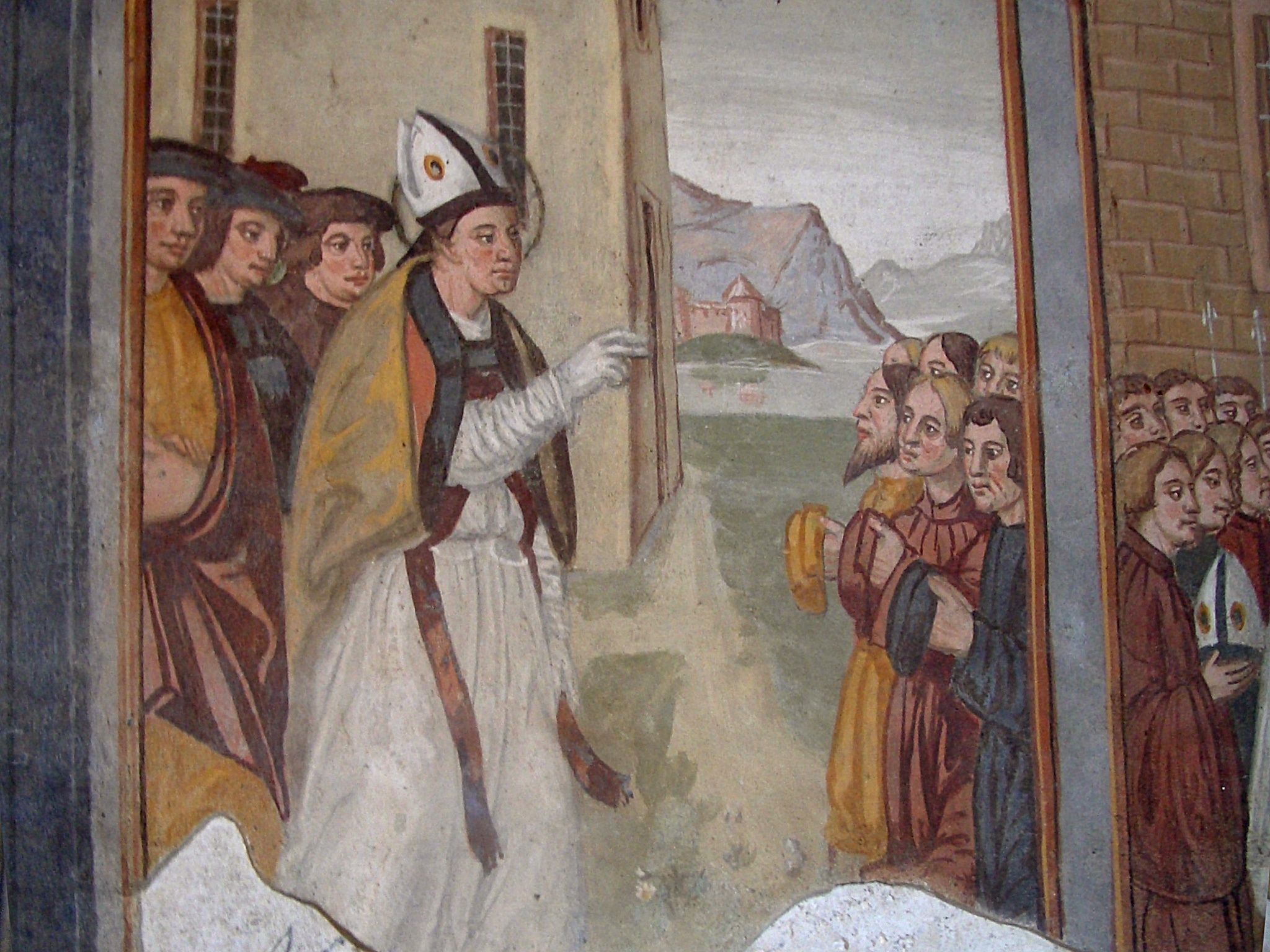
Un episodio della vita di San Vigilio
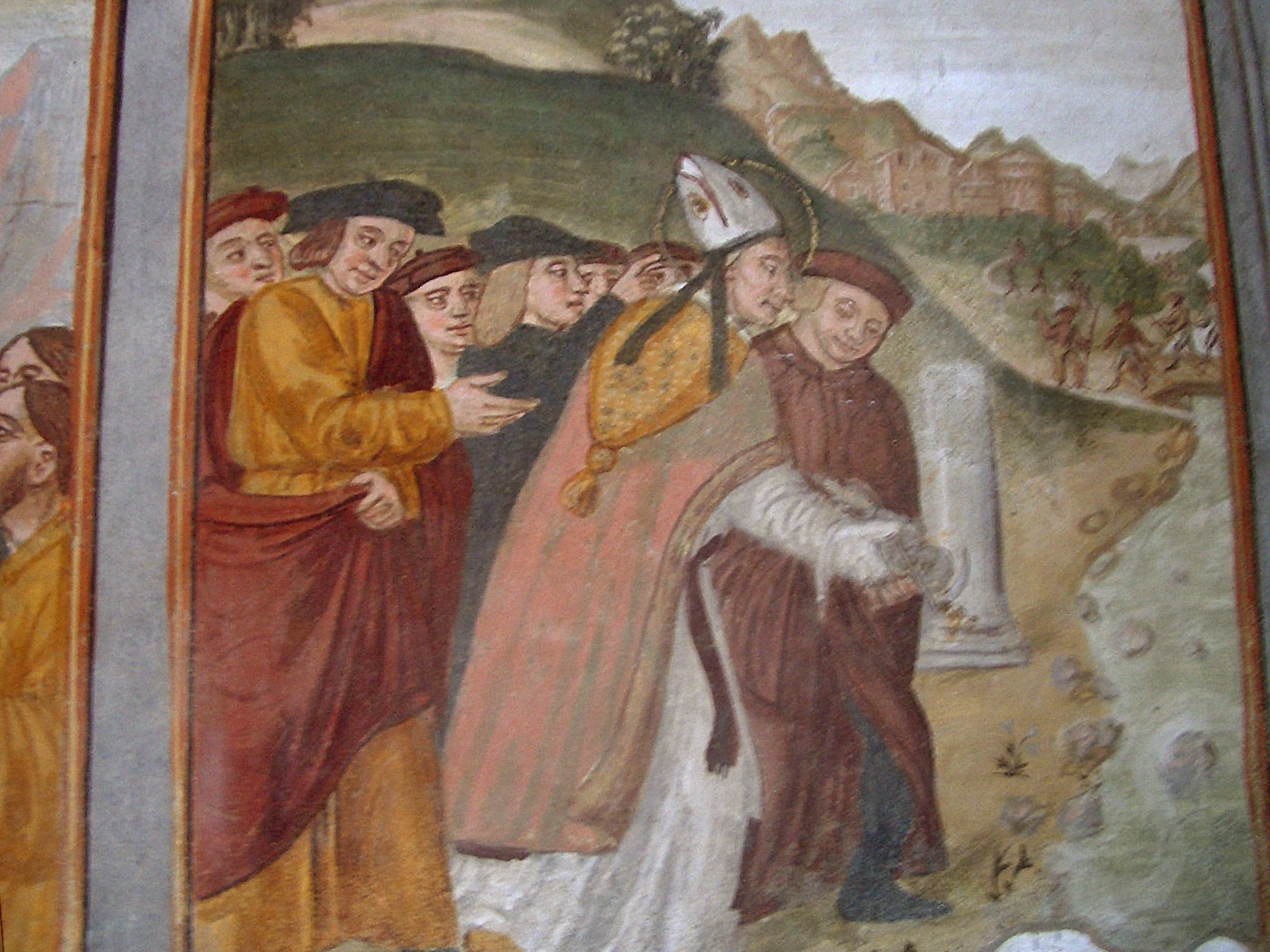
Un episodio della vita di San Vigilio

Circa venti anni prima di quella di Pinzolo, Simone aveva già dipinto una Danza macabra sulla parete destra della chiesa di Santo Stefano a Carisolo. L'affresco, collocato nel registro intermedio della parete, appare oggi alquanto compromesso. In migliore stato; perché protette dalla falda del tetto, sono le Storie di Santo Stefano.
Di particolare interesse storico e artistico, all'interno della chiesa di Carisolo, è il grande affresco con la Leggenda di Carlo Magno (ca. 1534) sulla parete di fondo. Esso si ispira alla tradizione che perpetua la popolarità dell'imperatore ipotizzando che sia passato in Val Rendena e che - come spiega una lunga iscrizione posta sotto l'affresco - concesse assieme a papa Urbano I e a sette vescovi speciali indulgenze per i fedeli che frequentavano la chiesa ogni prima domenica del mese. Al centro della scena è posto papa Urbano I che battezza una moltitudine di catecumeni; alla sinistra è posto Carlomagno circondato da vescovi e uomini d'arme. Simone dimostra qui di aver ormai assimilato la lezione rinascimentale, nell'uso esatto della prospettiva e nell'attenzione naturalistica ai tratti fisionomici dei personaggi.

### Affreschi di Simone Baschenis a Carisolo

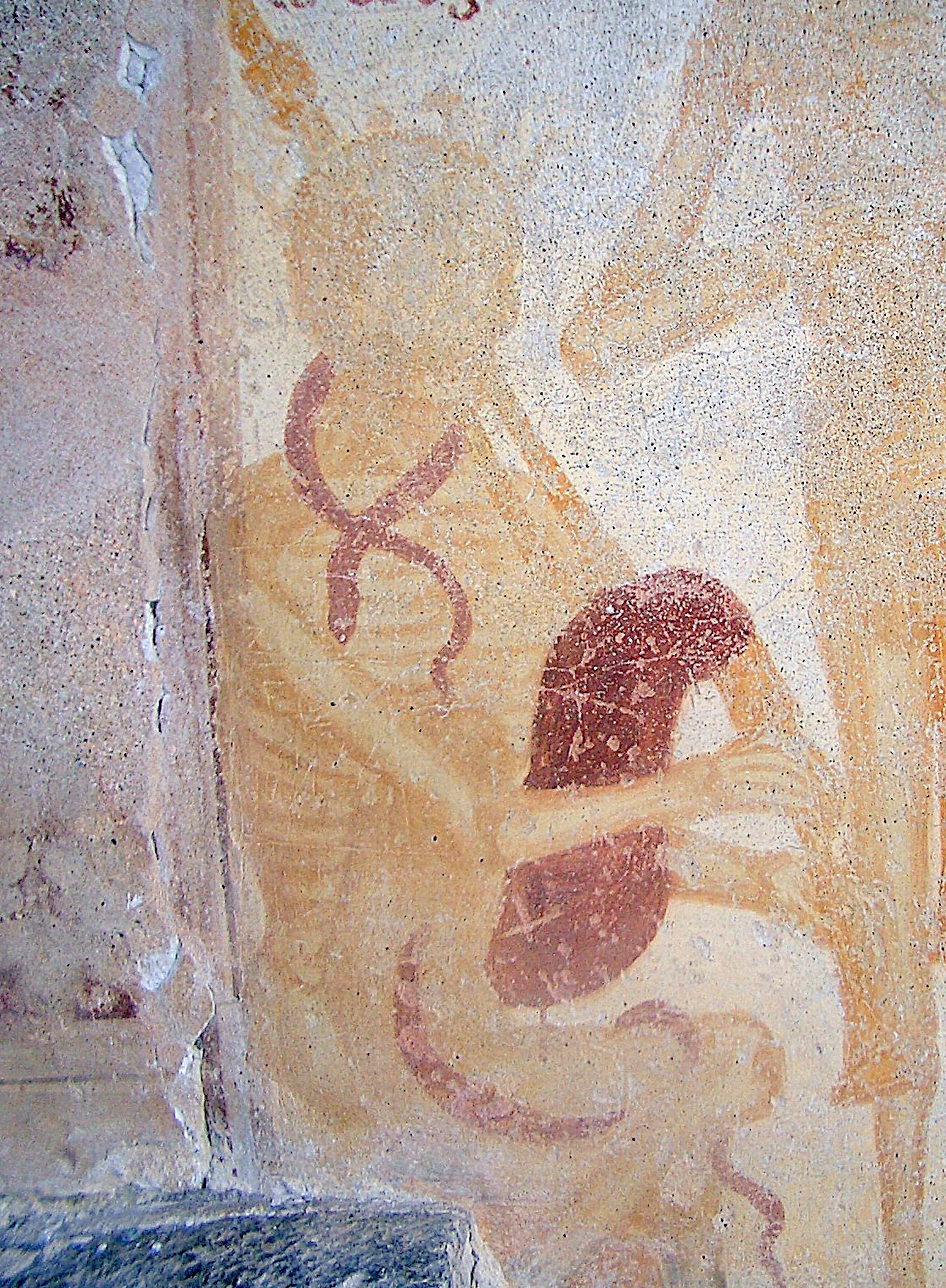
Particolare della Danza macabra
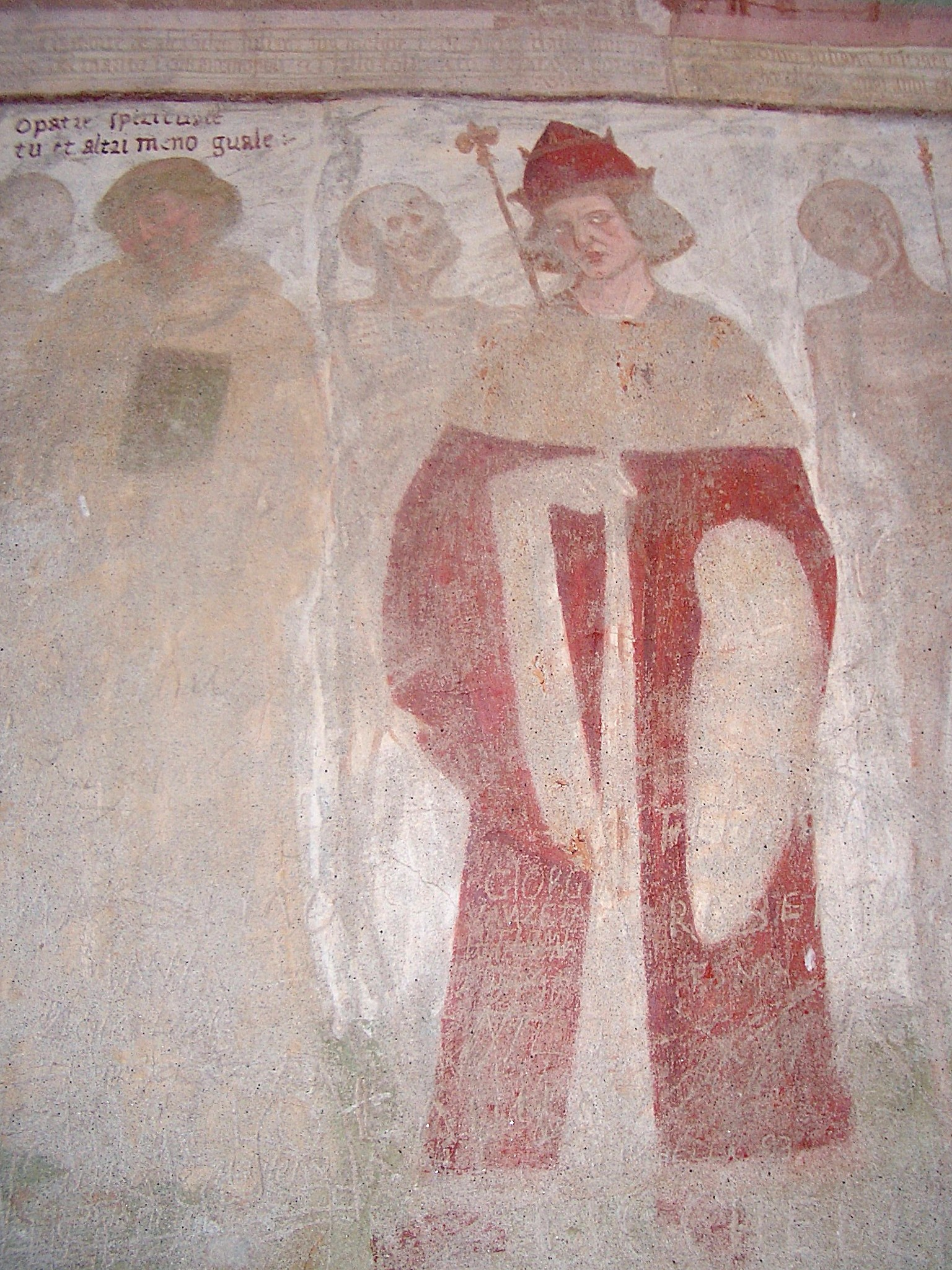
Particolare della Danza macabra
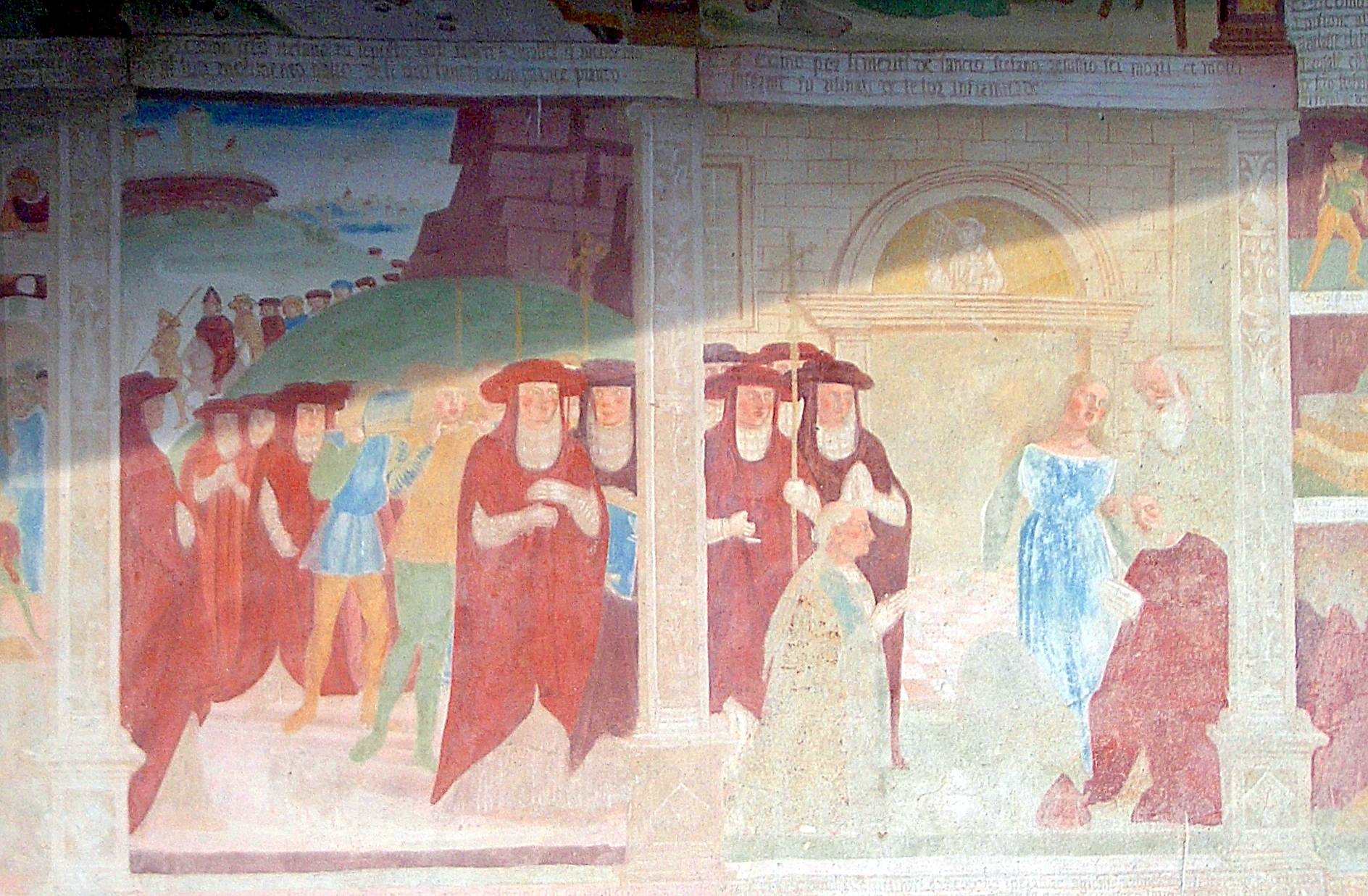
Episodi della Vita di Santo Stefano
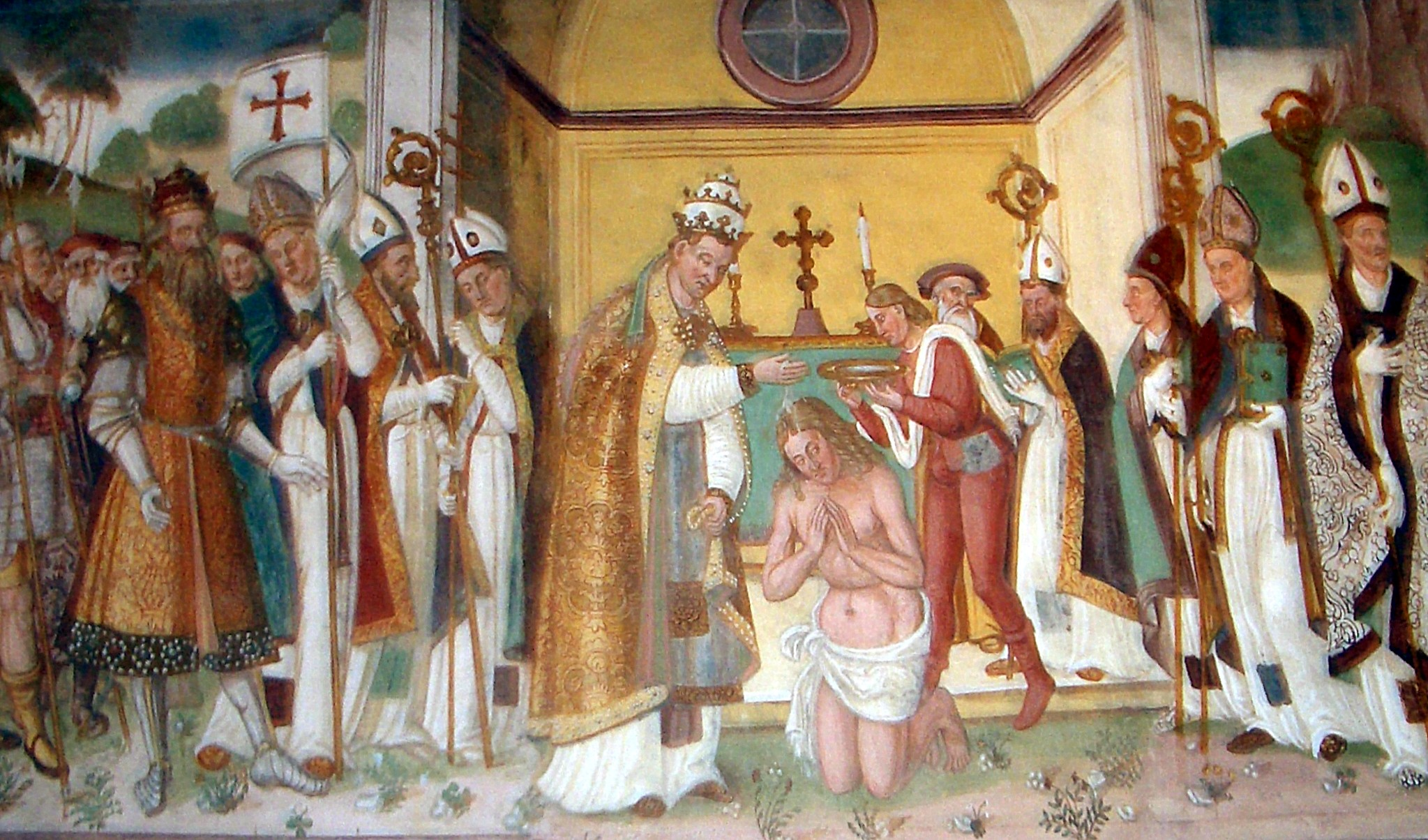
La leggenda di Carlo Magno (particolare)
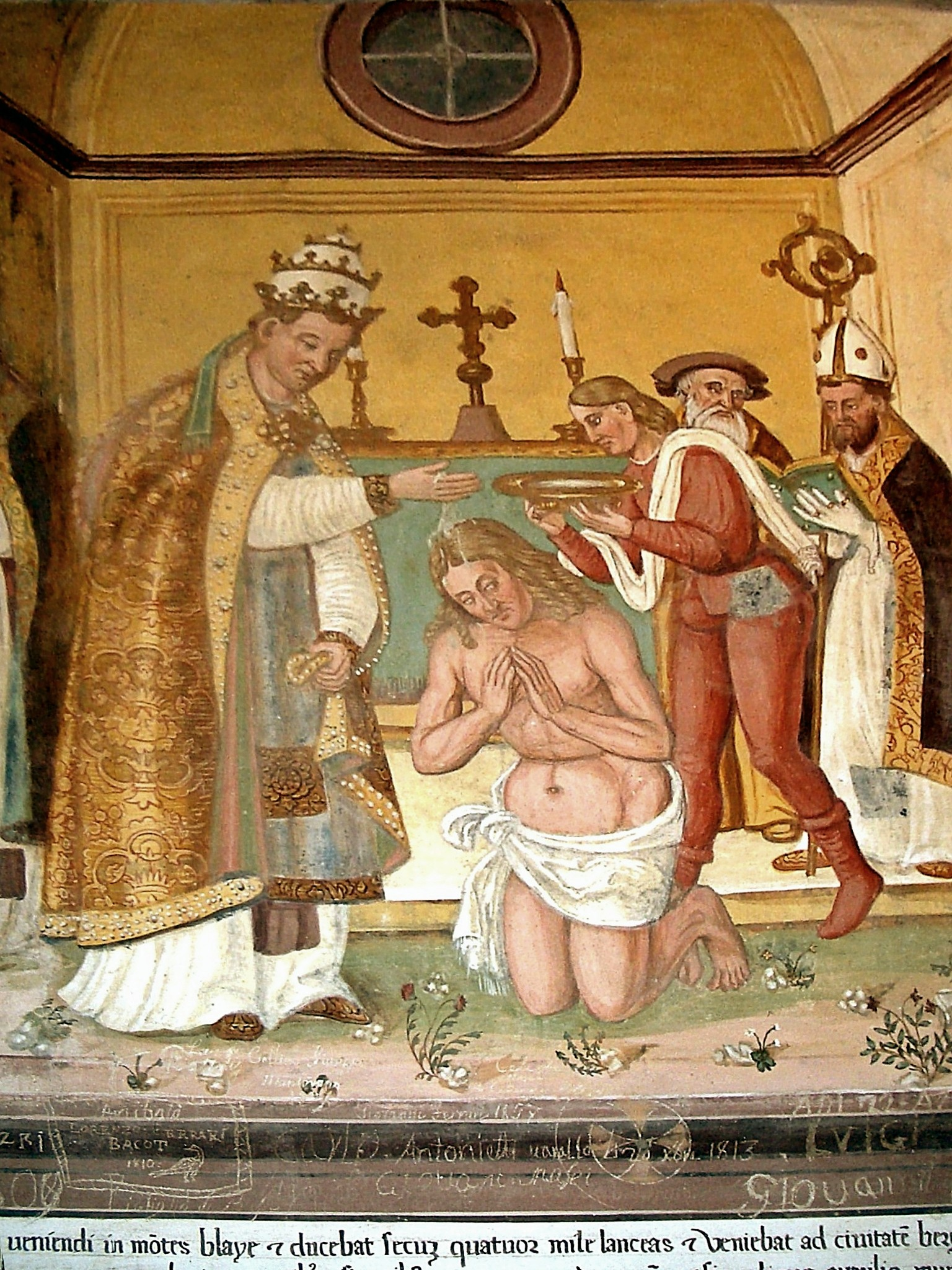
La leggenda di Carlo Magno (particolare)
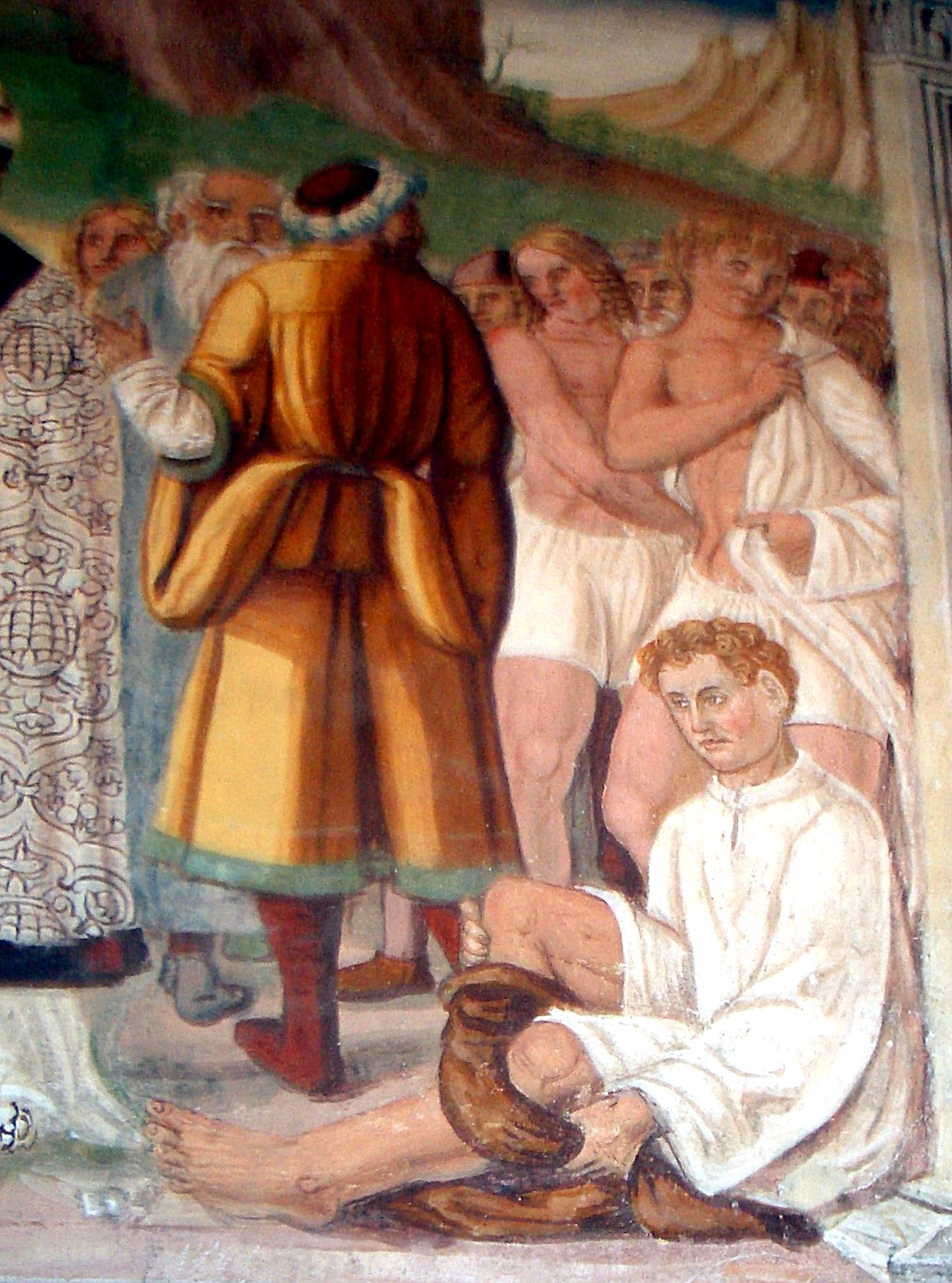
La leggenda di Carlo Magno (particolare)

Simone II fu l'ultimo dei Baschenis a lavorare in Trentino. Verso il 1550 si stabilì definitivamente
nella sua casa a Colla, frazione di Santa Brigida (BG), assieme ai figli, due dei quali, Filippo e Cristoforo, continuarono l'attività paterna in Valle Brembana.

## Simone II Baschenis nella cultura di massa

### Filmografia
Nel 2019 nelle sale cinematografiche italiane esce Exitus - Il passaggio, un film sulla storia di Simone II Baschenis interpretato da Massimo Reale con la regia di Alessandro Bencivenga.